# Нубійський водоносний шар

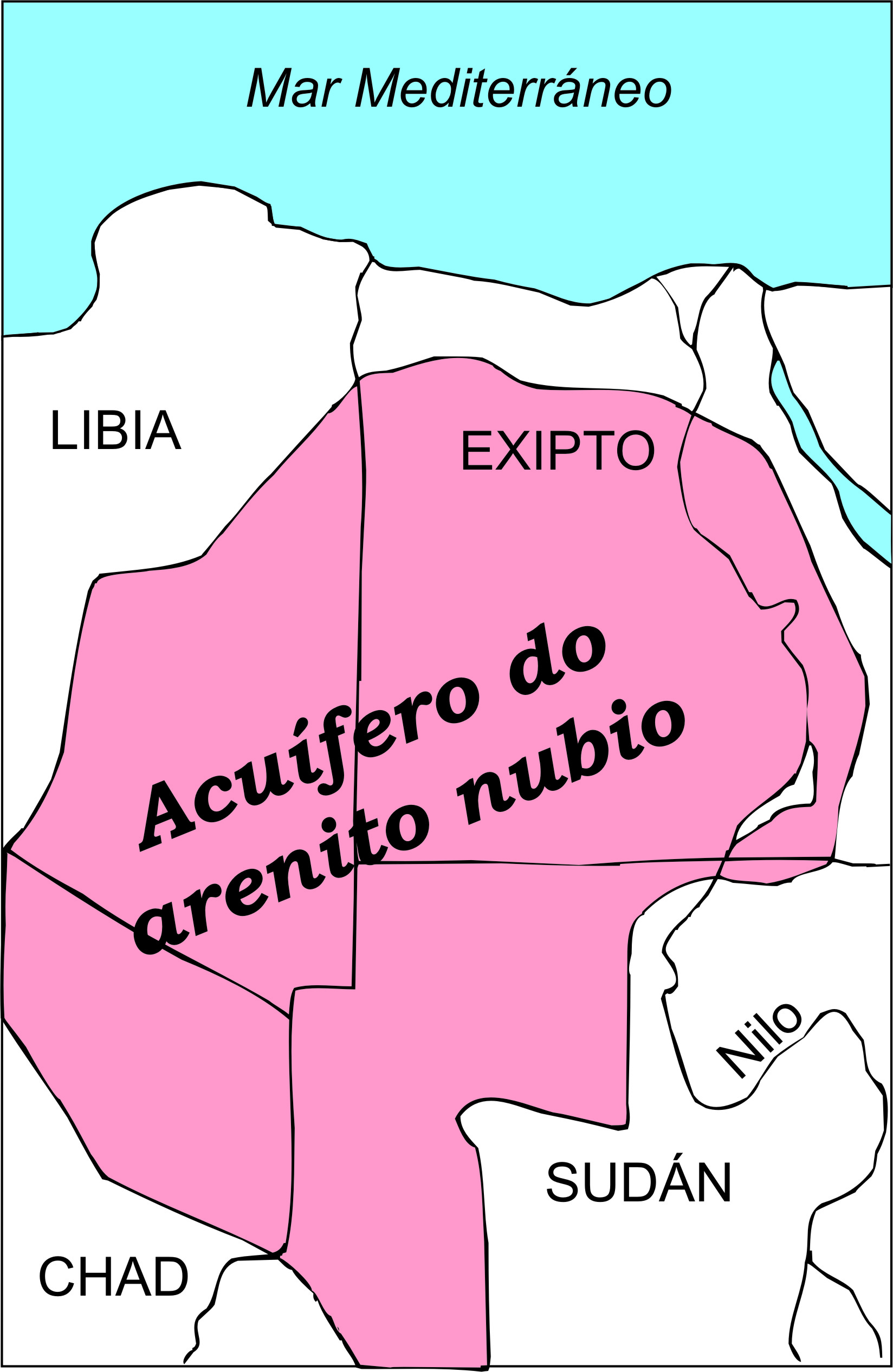
Нубійський водоносний шар

Нубійський водоносний шар (НВШ)  — найбільший із відомих у світі підземних джерел викопної прісної води. 
Розташований у східній частині пустелі Сахара та охоплює кордони чотирьох країн на північному сході Африки.

НВШ займає територію площею понад два мільйони км², включаючи північно-західний Судан, північно-східну частину Чаду, південний схід Лівії та більшу частину Єгипту.
НВШ, що містить близько 150 тисяч км³ ґрунтових вод,, має надзвичайне значення для майбутніх програм розвитку потенційних водних ресурсів цих країн. Наприкінці XX століття уряд Лівії здійснила проект «Велика рукотворна річка» і почала видобувати значні обсяги води — приблизно 2,37 км³ на рік. Ця система використовується в основному для постачання водою оази Куфра.

## Характеристика
З 2001 року частина водоносного горизонту Нубійського пісковику, розташованого між районами Єгипту Тошка та Абу-Сімбел, зазнає інтенсивного буріння та розробки в рамках проекту меліорації. 
Результати тестового буріння показали, що літологічні характеристики та тектонічні параметри істотно впливають на ґрунтові води та загальний водоносний потенціал району, який вважається відносно низьким порівняно із сусідніми районами в східному Овейнаті або Дахлі.

## Геологія
Водоносний горизонт в основному складається з твердого залізистого пісковику з великою кількістю сланцю та глини, товщина якого коливається від 140 до 230 метрів. 
Тип підземних вод варіюється від прісних до слабосолонуватих (солоність коливається від 240 до 1300 ‰). 
Порядок домінування іонів показує, що катіон натрію найчастіше переважає над кальцієм і магнієм, тоді як хлорид переважає над сульфатом і бікарбонатом. Підземні води мають метеоритне походження 

(термін метеоритна вода стосується води, яка виникла у вигляді опадів; більшість підземних вод мають метеоритне походження). 
Високі концентрації натрію, хлоридів і сульфатів відбивають процеси вилуговування і розчинення гіпсових сланців і глини, на додаток до тривалого перебування у воді. 